# 2008-as magyar asztalitenisz-bajnokság
A 2008-as magyar asztalitenisz-bajnokság a kilencvenegyedik magyar bajnokság volt. A bajnokságot március 29. és 30. között rendezték meg Budaörsön.

## Eredmények
| Versenyszám  | Arany                                                     | Arany | Ezüst                                                   | Ezüst | Bronz                                                                                                 | Bronz |
| ------------ | --------------------------------------------------------- | ----- | ------------------------------------------------------- | ----- | --- | ----- |
| Férfi egyéni | Jakab János BVSC                                          |       | Zwickl Dániel BVSC                                      |       | Nagy Krisztián BVSCPattantyús Ádám TTC Stockerau                                                      |       |
| Női egyéni   | Póta Georgina Statisztika Petőfi SC                       |       | Lovas Petra Postás SE                                   |       | Molnár Zita Kecskeméti SpartacusFazekas Mária Statisztika Petőfi SC                                   |       |
| Férfi páros  | Muskó Péter, Vitsek Iván ASKÖ Linz Altstadt               |       | Fazekas Péter, Molnár Krisztián Celldömölki VSE         |       | Magyar László, Demeter Lehel ASD TT Verzuolo , Union Wels Lindner Ádám, Marsi Márton Celldömölki VSE  |       |
| Női páros    | Li Bin, Póta Georgina Statisztika Petőfi SC               |       | Lovas Petra, Varga Tímea Postás SE                      |       | Szvitán Krisztina, Fazekas Mária Budaörsi SC, Statisztika Petőfi SCÉllő Vivien, Kertai Rita Postás SE |       |
| Vegyes páros | Zwickl Dániel, Pergel Szandra BVSC, Statisztika Petőfi SC |       | Vitsek Iván, Éllő Vivien ASKÖ Linz Altstadt , Postás SE |       | Lindner Ádám, Kertai Rita Celldömölki VSE, Postás SEJakab János, Li Bin BVSC, Statisztika Petőfi SC   |       |